# Гіпокауст

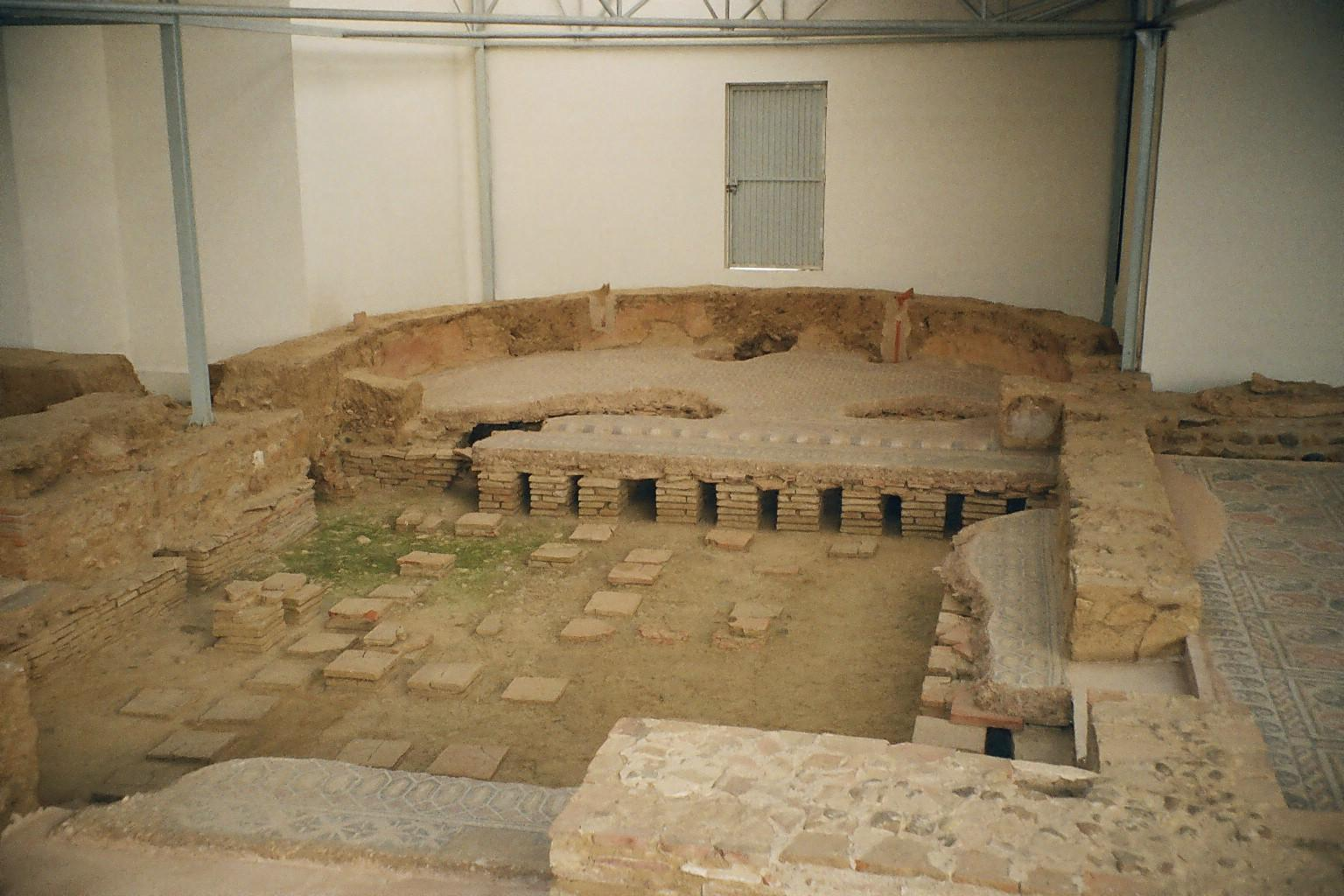
Гіпокауст під римською віллою

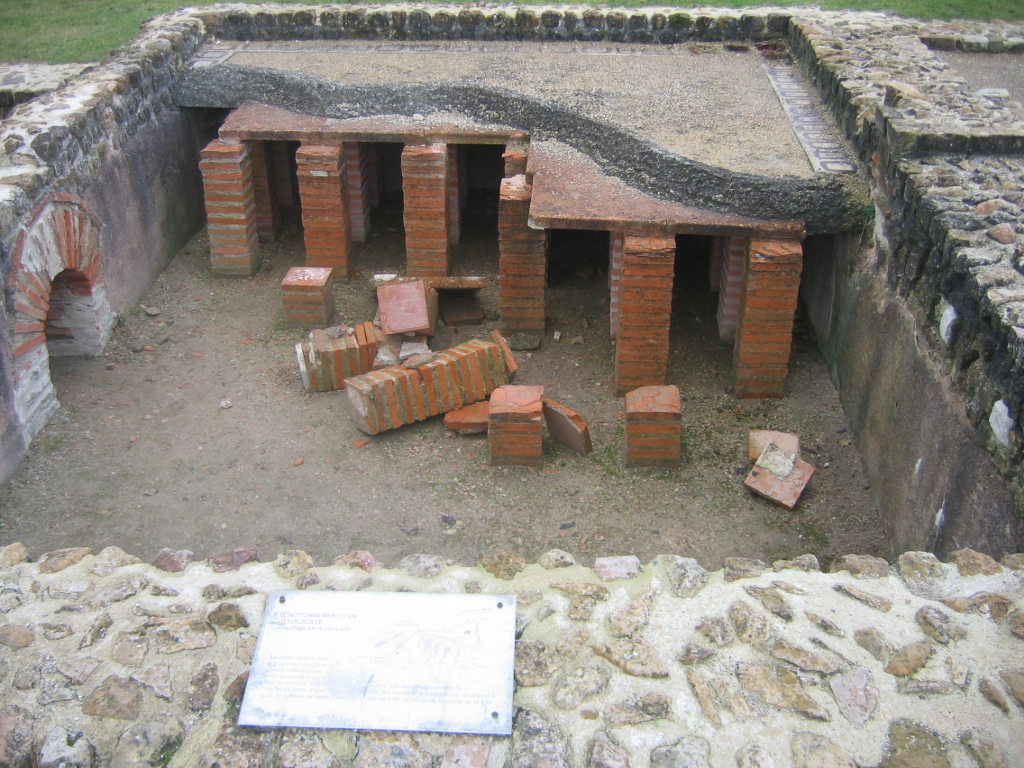
Частково розкопаний гіпокауст під підлогою римської вілли у Vieux-la-Romaine, поблизу міста Кан, Франція

Гіпокауст (лат. hypocaustum, від дав.-гр. ὑπο- — приставка зі значенням «під-» і καυστός — «гарячий, розжарений, підігрітий») — найпоширеніший тип класичної античної, особливо давньоримської, опалювальної системи, призначеної для обігріву одноповерхових будівель. Як правило, витрати на установку гіпокауста окупали себе в громадських лазнях (термах), які зводилися за рахунок держави. У них же для нагріву води використовувався кальдаріум. Провести гіпокауст в приватних будинках (віллах) могли дозволити звичайно тільки заможні римляни, політики або торговці. Але навіть у цьому випадку гіпокаустом взимку опалювалася не вся вілла, а лише певна її частина.

## Історія
Точно встановити технічну та хронологічну еволюцію гіпокауста важко. Виник він, мабуть, в Стародавній Греції, але в Стародавньому Римі його удосконалив відомий торговець і гідроінженер Сергій Ората в I столітті до н. е. У міру територіальної експансії Рима, гіпокауст став застосовуватися повсюдно в імперії, але найбільшого поширення набув у досить холодних північних провінціях, також гірських регіонах Іберії, Балкан, Альп та Апеннін. Залишки гіпокауста в наш час[коли?] можна спостерігати на місці археологічних розкопок давньоримських вілл: Вілла Арміра (сучасна Болгарія), В'є-ля-Ромен (сучасна Франція), Вілла Біньйор (Велика Британія) та ін.

## Будова

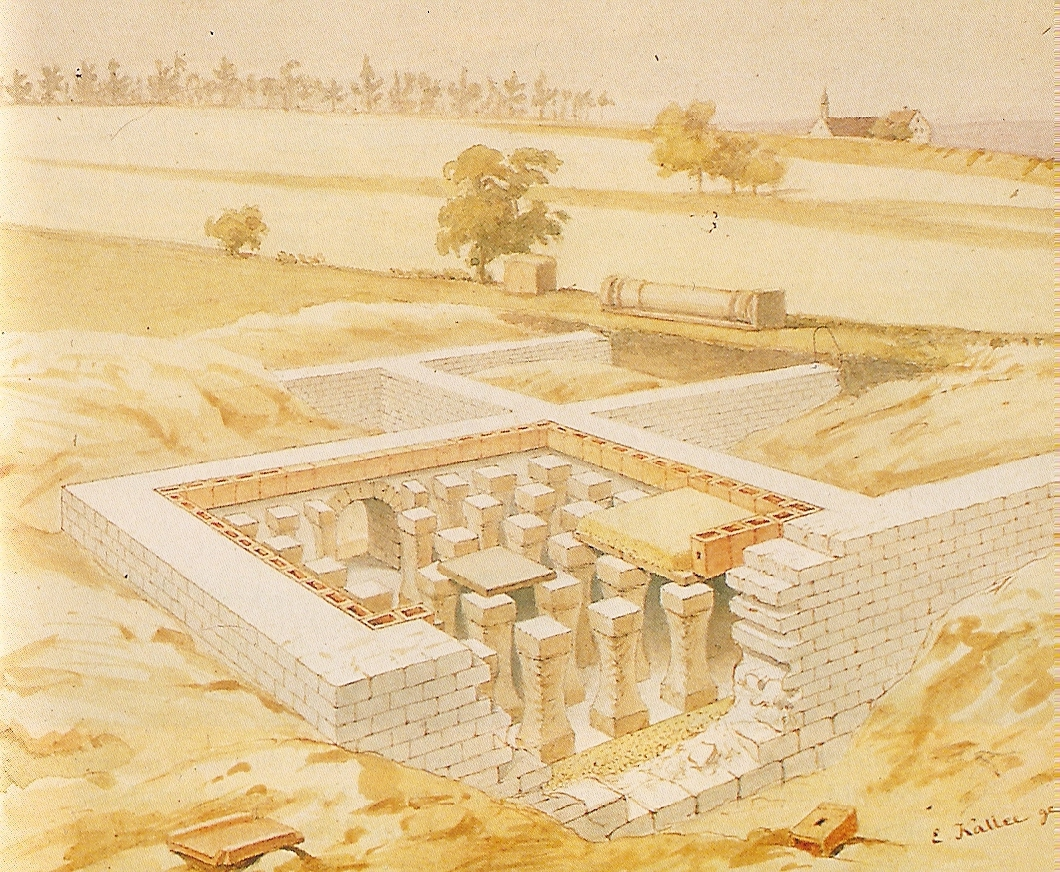
Будова гіпокауста

Гіпокауст був піччю, звичайно розташованою за межами опалюваного приміщення, яка мала систему каналів і труб, які проводили тепле повітря під підлогу і в стіни будівлі. Цікаво, що із занепадом Римської імперії, гіпокауст швидко вийшов з ужитку в периферійних північних провінціях. Приміром, у Британії романо-британська культура, яка знала гіпокауст, швидко занепала під натиском германців та англо-саксів, що витіснили романізоване кельтське населення на периферію острова. Не дивно, що британські будинки не знали центральної системи опалення в період між кінцем V століття і кінцем XIX століття. У більш південних романізованих регіонах Середземномор'я гіпокауст зберігався досить довго. В Іспанії в середні віки гіпокауст зазнав деяких змін і продовжував використовуватися під назвою глорія до початку XX століття. До початку XII століття його також використовували північно-африканські мусульманські держави Магриба, поступово модернізуючи і замінюючи його на сучасніші опалювальні засоби відповідних епох.